# Vasaloppet 2005
Vasaloppet 2005 avgjordes den 6 mars 2005 och var det 81:a loppet i ordningen sedan starten 1922. Först över mållinjen i herrklassen var Oskar Svärd, som tog sin andra seger i loppet efter en tät upploppsfajt där de tio första åkarna var inom fem sekunder medan Jørgen Aukland från Norge slutade på tredje plats. Sofia Lind från Åsarna IK vann damklassen, 56 sekunder före tvåan Ulrica Persson medan Christina Paluselli från Italien slutade på tredje plats.
15 079 åkare var anmälda till Vasaloppet, medan 13 116 kom till start och 12 565 gick i mål.

## Slutresultat

### Herrar
| Plac | Nat      | Namn                | Tid     |
| 1    | Sverige  | Oskar Svärd         | 3:51:47 |
| 2    | Sverige  | Martin Larsson      | 3:51:48 |
| 3    | Norge    | Anders Aukland      | 3:51:49 |
| 4    | Tjeckien | Martin Koukal       | 3:51:50 |
| 5    | Sverige  | Jerry Ahrlin        | 3:51:50 |
| 6    | Sverige  | Magnus Johnsson     | 3:51:51 |
| 7    | Sverige  | Erik Eriksson       | 3:51:51 |
| 8    | Norge    | Tord Asle Gjerdalen | 3:51:51 |
| 9    | Sverige  | Anders Palmér       | 3:51:52 |
| 10   | Sverige  | Mattias Svahn       | 3:51:52 |

### Damer
| Plac | Nat     | Namn               | Tid     |
| 1    | Sverige | Sofia Lind         | 4:24:09 |
| 2    | Sverige | Ulrica Persson     | 4:25:05 |
| 3    | Italien | Cristina Paluselli | 4:27:14 |
| 4    | Italien | Lara Peyrot        | 4:33:04 |
| 5    | Kina    | Li Hongxue         | 4:34:42 |
| 6    | Sverige | Susanne Nyström    | 4:40:37 |
| 7    | Norge   | Lena Jensen        | 4:41:42 |
| 8    | Sverige | Carina Lagerlöf    | 4:44:34 |
| 9    | Estland | Tatjana Mannima    | 4:45:33 |
| 10   | Belarus | Irina Nafranovich  | 4:49:30 |

## Spurtpriser

### Herrar
| Etapp        | Nat     | Namn              | Tid     | Pris     |
| Smågan       | Norge   | Øystein Pettersen | 30:59   | 5 000:-  |
| Mångsbodarna | Norge   | Øystein Pettersen | 1:05:48 | 5 000:-  |
| Risberg      | Estland | Raul Olle         | 1:31:56 | 5 000:-  |
| Evertsberg   | Estland | Raul Olle         | 2:30:01 | 10 000:- |
| Oxberg       | Estland | Raul Olle         | 2:38:01 | 5 000:-  |
| Hökberg      | Estland | Raul Olle         | 3:01:55 | 5 000:-  |
| Eldris       | Sverige | Mattias Svahn     | 3:28:37 | 5 000:-  |

### Damer
| Etapp      | Nat     | Namn       | Tid     | Pris      |
| Evertsberg | Sverige | Sofia Lind | 2:18:45 | 10 000 :- |

### Fotnoter
1. ↑  ”Oskar Svärd vann Vasaloppet i dag”. Sportbladet. 6 mars 2005. http://www.aftonbladet.se/sportbladet/vintersport/skidor/article10556391.ab. Läst 9 januari 2017.
2. ↑  ”Sofia Linds femte Vasaloppsseger”. Sydsvenskan. 6 mars 2005. http://www.sydsvenskan.se/2005-03-06/sofia-linds-femte-vasaloppsseger. Läst 9 januari 2017.